# Albatros Airways
Albatros Airways war eine albanische Billigfluggesellschaft mit Sitz in Tirana. Sie wurde im September 2006 gegroundet.

## Geschichte

### Gründung
Die Fluggesellschaft wurde von drei Privatinvestoren aus einer Familie gegründet, wovon einer, Alexander Hoxha, zuvor für zweieinhalb Jahre den Flughafen Tirana geleitet hatte. Aufgrund seiner politischen Beziehungen sowie familiärer Verbindungen zum Präsidenten Albaniens, Alfred Moisiu, gab es um das Unternehmen bereits von Anfang an viele Gerüchte aller Art. Am 3. November 2004 wurde der Flugbetrieb aufgenommen. Die Fluggesellschaft etablierte sich schnell im Markt der Billigfluggesellschaften zwischen Italien und Albanien.

### Lizenzentzug
Dem Unternehmen wurden am 1. September 2006 die Start- und Landerechte für den Flughafen Tirana entzogen. Die albanischen Behörden für die Zivilluftfahrt erklärten, die Airline hätte mehr als eine halbe Million US-Dollar Schulden, nachdem über Monate hinweg keine Gebühren mehr an den Airport bezahlt worden seien. Die Gründe für das Grounding wurden hingegen vom Unternehmen bestritten. Es wurde in der Öffentlichkeit spekuliert, dass damit politischer Druck auf den Präsidenten ausgeübt werden sollte, damit dieser einen hochrangigen Beamten aus der Staatsanwaltschaft fristlos entlasse. Als der Präsident sich mehrfach weigerte, die von Sali Berishas Regierung geforderte Entlassung auszusprechen, sollen die Drohungen umgesetzt und Albatros Airways gegroundet worden sein. 
Im albanischen Parlament und den albanischen Medien war das Flugverbot lange ein Thema. So wurde zum Beispiel mit einer versteckten Kamera ein Gespräch aufgezeichnet, in welchem der Flughafendirektor Alexander Hoxha darauf hinwies, dass die Start- und Landerechte unverzüglich wieder erteilt werden würden, wenn der Präsident, der Alexander Hoxhas Onkel ist, die Entlassung des Staatsanwalts Sallaku aussprechen würde. Ebenso wurde aus dem Gespräch heraus deutlich, dass der aktuelle Premierminister Sali Berisha über die gesamte Vorgehensweise informiert und damit einverstanden war. Der Flughafendirektor musste daraufhin zurücktreten. Die politischen Ämter beschuldigten sich gegenseitig der Einmischung. Die genauen Umstände sind Monate danach noch immer ungeklärt.
Da die laufenden Kosten für das Flugzeug über Monate hinweg nicht gedeckt waren, gab es die Airline sodann nach etlichen Wochen des Stillstandes wieder zurück. Das Ende der Fluggesellschaft, die nach den Albatrossen benannt war, wurde somit definitiv besiegelt.

## Flugziele
Hauptsächlich wurden Billigflüge von Tirana nach Italien angeboten.

## Flotte
Die Maschinen des Typs Fokker 100 wurden von Montenegro Airlines samt Besatzung geleast.